# Srđan Andrić
Srđan Andrić (Dubrovnik, 5. siječnja 1980.), je hrvatski bivši nogometaš, bivši voditelj omladinske škole Hajduka.
Karijeru je započeo u Hajduku iz Splita, gdje prve minute bilježi pod trenerom Ivanom Katalinićem, 19. veljače 2000. protiv Zagreba. Za vrijeme Ivice Matkovića došao je do pozicije među prvih 11. Na mjestu središnjeg ili zadnjeg veznog igrača niže vrlo dobre predstave, čime je s vremenom zaradio i poziv reprezentativnog izbornika Otte Barića. Debitirao je 27. ožujka 2002. u Zagrebu protiv Slovenije, ali sljedeći poziv dobiva tek za 11 mjeseci kada je u Šibeniku Makedoniji postigao svoj prvijenac u kockastom dresu. 
Odlaskom Stipe Pletikose iz Hajduka dobiva kapetansku vrpcu koju nosi kroz svoju posljednju sezonu, šampionsku 2003./04. Nakon toga, kao slobodan igrač, potpisuje za grčki Panathinaikos, iako ga je prije toga u redove Dinama zvao Zdravko Mamić. 
U Grčkoj je isprva dobivao određenu minutažu, odigravši 23 utakmice u prve dvije sezone. No, nakon toga seli na tribine i na njega se više nije ozbiljno računalo. Na zimu sezone 05./06. na posudbu ga je htio dovesti ciparski Apoel Nicosia, što Andrić odbija želeći se vratiti u Hajduk. Tek na ljeto dobiva sporazumni raskid ugovora u Grčkoj i vraća se u Split.

Dok se jesenski dio sezone pokušava vratiti u formu nakon sezone bez utakmica, na proljeće postaje nezamjenjiva karika hajdukovih 11 i vođa relativno mlade momčadi. Hajduk najveće neuspjehe te sezone niže u pravilu u onim susretima kada on nije igrao.
Naredne sezone zajedno s još jednim povratnikom, Josipom Skokom, čini najjaču kariku kluba i proživljava drugo "proljeće" svoje karijere. 
Statistika u Hajduku
| Natjecanje        | Nastupi | Zgoditci |
| ----------------- | ------- | -------- |
| Prvenstvo         | 199     | 26       |
| Kup               | 37      | 3        |
| Superkup          | 2       | 0        |
| Međunarodne       | 28      | 2        |
| Splitski podsavez | 0       | 0        |
| Ukupno            | 266     | 31       |
| Prijateljske      | 89      | 16       |
| Sveukupno         | 355     | 47       |

Prvi nastup u prvoj momčadi Hajduka bio mu je protiv Zagreba, 19. veljače 2000. Nastupio je u početnom sastavu, a utakmicu je Hajduk dobio s 0:3 pogocima Ivana Leke (2) i Igora Muse.